# Piburger See
De Piburger See (verouderd ook: Pipurger See) is een bergmeer in het Ötztal in de Oostenrijkse deelstaat Tirol. Het ligt op een plateau op de westelijke oever van de Ötztaler Ache, een kilometer ten zuiden van Oetz. Het meer ontvangt water vanuit onderaardse bronnen en de Piburger Bach en ontwatert via de Ötztaler Ache. Het meer, gelegen op een hoogte van 914 meter (ruim honderd meter hoger dan het dorpscentrum van Oetz), meet achthonderd bij tweehonderdvijftig meter en wordt, met uitzondering van een klein oevergedeelte in het westen, compleet door bos en hoge rotsen omgeven. Ten westen van de Piburger See ligt het dorpje Piburg (959 meter, gemeente Oetz). Dit dorp is vanaf de Ötztalstraße (B186) bereikbaar over de Piburger Straße (L310).

## Geschiedenis
Volgens een oude sage stonden op de vlakte waar thans de Piburger See ligt vroeger een grote boerderij en een lieflijk kapelletje. Beide gebouwen zouden onder water zijn komen te staan, omdat de toenmalige bewoners op Maria-Tenhemelopneming, het hooi, dat ze de dag tevoren hadden afgemaaid, binnenhaalden. Deze goddeloosheid zou ertoe hebben geleid dat toen het eerste hooi werd binnengebracht, de bodem begon te zinken en de boerderij en de kapel verdwenen geheel in het water. In het meer zou volgens legenden ook een draak hebben gewoond; als deze zich richting de weg door het Ötztal begaf, liet hij met zijn giftige adem een rode gloed over het aldaar groeiende gras achter.
In werkelijkheid ontstond de Piburger See vermoedelijk reeds kort na de laatste IJstijd, toen vallend gesteente de tot dan toe gebruikelijke zuidoostelijke afvloed van het smeltwater belemmerde. Het smaragdgroene meer werd reeds in 1282 beschreven, toen graaf Meinhard II van Tirol het meer aan het in opdracht van hem gebouwde cisterciënzerssticht te Stams schonk. Het sticht deed het meer in 1860 voor 200 Oostenrijks-Hongaarse gulden van de hand. Het meer kwam in handen van Johann Leitner, die hoopte land te kunnen winnen door het waterniveau in het meer te laten dalen en het afvloeiende water te gebruiken voor het opwekken van energie. Toen hij hierin niet slaagde, verkocht hij het meer in 1877 aan Marie Pfaundler. Aan het begin van de 20e eeuw werd door Johann Tobias Haid opnieuw geopperd om door middel van een ruim twee kilometer lange buis water uit de Ötztaler Ache naar het meer te pompen en via een krachtturbine elektriciteit op te wekken. Op 5 januari 1929 werd het meer echter op voorspraak van de toenmalige eigenaar, de hoogleraar Meinhard von Pfaundler, onder natuurbescherming gesteld. Vanwege een toenemende belasting als gevolg van voedingsrijk water kreeg het meer in 1970 een afwateringssysteem om er de waterecologie te herstellen. In 1980 werd het meer door de gemeente Oetz opgekocht en ingericht voor watersport. De gemeente verleent ook visvergunningen om in het visrijke water te hengelen. Het meer heeft zich in de loop der eeuwen ontwikkeld als belangrijk recreatiegebied, temeer daar het met een watertemperatuur tot 25 °C in de zomer tot de warmste bergmeren van Tirol behoort.